# Napomyza annulipes
Napomyza annulipes är en tvåvingeart som först beskrevs av Johann Wilhelm Meigen 1830.  Napomyza annulipes ingår i släktet Napomyza och familjen minerarflugor. Inga underarter finns listade i Catalogue of Life.